# 愛媛生協病院
愛媛生協病院（えひめせいきょうびょういん）は、愛媛医療生活協同組合が愛媛県松山市に設置する病院。
救急告示病院に指定されている。厚生労働省基幹型臨床研修病院。
全日本民主医療機関連合会（民医連）に加盟している。

## 沿革
- 1960年 - 中予商工協同組合診療所として開院
- 1981年 - 新居浜健康生協、中予医療生協、伊予医療生協が合併、愛媛医療生活協同組合となる[4]。
- 1986年 - 愛媛生協病院開設（60床）
- 1992年6月 - 80床に増床、2病棟化
- 1999年4月 - 別館完成
- 2003年8月 - ISO9001認証取得
- 2009年 - NPO法人卒後臨床研修評価機構認定、厚生労働省基幹型臨床研修病院に指定
- 2011年1月 - 無料低額診療事業開始
- 2012年4月 - 新病院建設起工
- 2013年3月末 - 新病棟竣工
- 2015年8月 - 88床へ増床
- 2016年9月 - 4階病棟（44床）を地域包括ケア病棟へ移行
- 2018年4月 - 総合診療専門研修プログラム認定（新専門医制度対応）

## 診療科
- 内科[5]
- 外科[5]
- 肛門外科[5]
- 整形外科[5]
- リハビリテーション科[5]
- リウマチ科[5]
- 小児科[5]
- アレルギー科[5]
- 精神科[5]
- 心療内科[5]

## 差額ベッド代について
病院の理念により、差額ベッド料（個室料）を徴収していない。

## 設備
- 精神科デイケア[7]
- 手術部[7]
- 患者図書室[7]
- 介護相談室
- 愛媛銀行ATM[8]
- 喫茶店[9]
- 売店[6]
- 保育所[10]
- 他に訪問看護、往診を行っている。

## 交通アクセス
- 伊予鉄道横河原線「久米駅」下車、徒歩20分（送迎バス有り）
- 伊予鉄バス 「北窪田」停留所または「新久米」停留所下車、徒歩10分

## 関連施設
- 新居浜協立病院 - 愛媛医療生活協同組合が愛媛県新居浜市に設置する病院。

## 周辺
- 久米病院
- 東道後温泉郷
- 国道11号